# Haematomis uniformis
Haematomis uniformis är en fjärilsart som beskrevs av William Schaus 1899. Haematomis uniformis ingår i släktet Haematomis och familjen björnspinnare. Inga underarter finns listade i Catalogue of Life.